# Berki Mihályné
Berki Mihályné Szakács Magdolna (Ároktő, 1905. július 15.–Miskolc, 1995.), Magyarország első női főispánja, 1948 és 1950 között Zemplén, majd Tolna megye főispánja, Miskolc IV. kerületének tanácselnöke.

## Élete
Apja Szakács József napszámos, anyja Deák Julianna volt. A Szakács család egykor Ároktőn 90 négyszögölnyi jobbágytelken gazdálkodott; Berki Mihályné Szakács Magdolnának a dédapa a Heves megyei Parádról jött el még 1848 előtt.
Hat elemit végzett, majd azután mezőgazdasági bérmunkásnak kezdett dolgoznia. 1945-ben belépett a Magyar Kommunista Pártba, MDP, majd MSZMP tagja lett. Ezután szerzett további képesítést: három hónapos pártiskolát végzett, és ezután közigazgatási szakérettségit tett le. A 43 évesen frissen leérettségizett MSZMP tagja 1948-ban Magyarország első női főispánja lett. 1948 és 1950 között Zemplén, majd Tolna megye főispánjaként tevékenykedett. Azonnal a beiktatása után Berki Mihályné a kommunista szellemiséggel élve kijelentette újságban, hogy "Éles harcot indítok a kulákság ellen, megerősítem a szövetkezeti mozgalmat, szembeszállok a klerikális reakcióval", illetve büszkén hangoztatta, hogy "olyan asszony vagyok,akit a kommunista párt nevelt".
Amikor 1950-ben megszűnt a főispáni méltóság, a Tolna Megyei Tanács elnökének javasolták. 1953-tól az Országos Béketanács politikai munkatársa volt, majd a Borsod megyei pártbizottság politikai munkatársa lett. A közigazgatási karrierjét fel nem adva az 1953. május 17-én megrendezett országos választásokon a Magyar Függetlenségi Népfront Borsod-Abaúj-Zemplén megyei listájáról került be a törvényhozásba. A rehabilitációk idején, 1955-ben Szikszón járási titkárrá választották.  1958-tól az MSZMP Borsod-Abaúj-Zemplén megyei bizottságának munkatársaként dolgozott, illetve beválasztották a HNF megyei elnökségébe is. 1957-től nyugdíjazásáig Miskolc IV. kerületének tanácselnöke, illetve majd a város díszpolgára is volt. Berki Mihályné 1962. november 5-ig megtartotta a hivatalát; 1963-ban nyugdíjba vonult. Több mint negyedszázadig dolgozott a békemozgalomban, és jelen volt a párizsi béke-világkongresszuson is 1949-ben, valamint a jubileumra megszerezte a békemozgalom legmagasabb kitüntetését, a közigazgatásban végzett szolgálatáért 1973-ban a „Szocialista Miskolcért” emlékplakettet.